# Dama de hierro
Dama de hierro  que ha sido frecuentemente usado para referirse a mujeres jefes de gobierno a lo largo del mundo. El término describe a una mujer de «fuerte voluntad y determinación». Esta metáfora metálica (similar a la de Canciller de hierro) fue popularmente aplicada a Margaret Thatcher, apodada así en 1976 por los medios de comunicación soviéticos por su férrea oposición al comunismo.
Algunas líderes mundiales y otras dedicadas a la política que se han ganado este título no-oficial (algunas a posteriori) son:
- Turhan Sultan, Regente y Valide Sultan
- Indira Gandhi, primera ministra de la India desde 1966 a 1977 y 1980 a 1984
- Margaret Thatcher, primera ministra del Reino Unido desde 1979 a 1990
- Golda Meir, primera ministra de Israel de 1969 a 1974
- Angela Merkel, Canciller de Alemania de 2005 a 2021
- Kaja Kallas, primera ministra de Estonia desde 2021 hasta 2024
- María Corina Machado, principal líder opositora al régimen de Nicolás Maduro en Venezuela en 2024

Por extensión, algunas mujeres políticas han recibido parecidos apodos:
- la «Dama de acero del Comunismo» fue el apodo que recibió Elena Ceauşescu, esposa del político rumano Nicolae Ceauşescu y Vice primera ministra de Rumania durante el gobierno de su esposo.
- La «Mariposa de hierro» fue un apodo de la ex primera dama de Filipinas Imelda Marcos.
- La ex secretaria de Estado de los Estados Unidos, Madeleine Albright, fue apodada como La «Dama de Titanio», debido a sus similitudes con Thatcher.[2]
- Esperanza Aguirre y Gil de Biedma (Madrid, 3 de enero de 1952) es una política española,  ministra de Educación y Cultura entre 1996 y 1999, presidenta del Senado entre 1999 y 2002 y de la Comunidad de Madrid entre 2003 y 2012.[3][n. 1] También ejerció de presidenta del Partido Popular de la Comunidad de Madrid entre 2004 y 2016. En la actualidad está jubilada.